# ハウス・オブ・トゥモロー
『ハウス・オブ・トゥモロー』（原題：The House of Tomorrow）は、2017年のアメリカ合衆国の映画。第30回東京国際映画祭ユース部門上映作品。日本では劇場未公開。

## ストーリー
幼い頃に両親を亡くし、「明日の館」を経営する祖母に育てられたセバスチャン（エイサ・バターフィールド）は、偏りのある祖母の思想に強い影響を受けて育ち、「明日の館」の手伝いも行いながら暮らしている。ある日セバスチャンは館を見学に来たジャレッド（アレックス・ウルフ）とひょんなことから友達になり、彼からパンクロックを教わるのだった。パンクにハマったセバスチャンは祖母に内緒でジャレッドの家に通うように。実はジャレッドは重度の心臓病を患っており、長く生きられるかどうかわからない状況にあったが、二人でバンドを組んでギグをするため練習に励む日々を過ごすことになって…。

## キャスト
- セバスチャン：エイサ・バターフィールド
- ジャレッド：アレックス・ウルフ
- セバスチャンの祖母：エレン・バースティン
- アラン：ニック・オファーマン
- メレディス：モード・アパトー